# Agaete
Agaete – gmina w Hiszpanii, w prowincji Las Palmas, we wspólnocie autonomicznej Wysp Kanaryjskich, o powierzchni 45,5 km². W 2011 roku gmina liczyła 5767 mieszkańców.